# Kanton Viarmes
Kanton Viarmes (fr. Canton de Viarmes) byl francouzský kanton v departementu Val-d'Oise v regionu Île-de-France. Tvořilo ho 10 obcí. Zrušen byl po reformě kantonů 2014.

## Obce kantonu
- Asnières-sur-Oise
- Baillet-en-France
- Belloy-en-France
- Maffliers
- Montsoult
- Noisy-sur-Oise
- Saint-Martin-du-Tertre
- Seugy
- Viarmes
- Villaines-sous-Bois